# Garry Lake
Garry Lake är en sjö i Kanada. Den ligger i territoriet Nunavut, i den centrala delen av landet. Garry Lake ligger 148 meter över havet och ytan är 976 kvadratkilometer.
Trakten runt Garry Lake består i huvudsak av gräsmarker. Trakten runt Garry Lake är nära nog obefolkad, med mindre än två invånare per kvadratkilometer. Tundraklimat råder i trakten.